# たむたむす〜る
たむたむす〜るとは、TEATIMEが開発したキャラクタエディターであり、同社のアダルトゲーム作品に付属していた。このツールは、アニメーションの編集にも対応していた。全年齢版のたむたむす～るぴゅあも存在した。

## バージョン
- たむたむす〜る体験版 Ver.1 (放課後かすたむ☆たいむ体験版[1])
- たむたむす〜る体験版 Ver.2 (放課後かすたむ☆たいむ新体験版[2])
- たむたむす〜る Ver.2 (放課後かすたむ☆たいむ製品版)
- パコパコす～る体験版 Ver.3 (らぶギア体験版) - アニメーションに対応。
- パコパコす～る Ver.3 (らぶギア製品版)
- たむたむす～る体験版 Ver.4 (ネトワクネトラル カレマチカノジョ体験版[3])
- たむたむす～る Ver.4 (ネトワクネトラル カレマチカノジョ製品版)
- たむたむす～る Ver.5 (らぶデスFINAL!製品版)

## 外部出力
サードパーティー製ツールによって、独自の保存形式を他の形式に変換することが可能 (ALP2PMXなど)。